# (3792) Preston
(3792) Preston es un asteroide perteneciente al cinturón de asteroides, descubierto el 22 de marzo de 1985 por Carolyn Shoemaker desde el Observatorio del Monte Palomar, Estados Unidos.

## Designación y nombre
Designado provisionalmente como 1985 FA. Fue nombrado Preston en honor al escritor estadounidense Richard Preston.